# تیم ملی فوتبال زنان آفریقای جنوبی
تیم ملی فوتبال زنان آفریقای جنوبی با لقب بانیانا بانیانا (به معنی دختران) نمایندهٔ فوتبال کشور آفریقای جنوبی در ردهٔ زنان است که تحت نظارت اتحادیه فوتبال آفریقای جنوبی قرار دارد.
نخستین بازی رسمی این تیم در تاریخ ۳۰ مهٔ ۱۹۹۳ و در مقابل سوازیلند انجام شد.
این تیم برای نخستین بار به رقبتهای المپیک در سال ۲۰۱۲ صعود کرد.
اولین حضور آنها در جام جهانی فوتبال زنان نیز جام جهانی فوتبال زنان ۲۰۱۹ بود که این تیم در گروه بی با تیمهای آلمان، اسپانیا و چین قرار گرفت و تمامی بازی‌های خود را با باخت پشت سر گذاشت.

## پیشینه رقابتها

### جام جهانی
| مسابقات جام جهانی | مسابقات جام جهانی | مسابقات جام جهانی | مسابقات جام جهانی | مسابقات جام جهانی | مسابقات جام جهانی | مسابقات جام جهانی | مسابقات جام جهانی | مسابقات جام جهانی | مسابقات جام جهانی |
| سال               | نتیجه             | بازی انجام داده   | برد               | تساوی*            | باخت              | گل زده            | گل خورده          | تفاضل گل          |                   |
| ----------------- | ----------------- | ----------------- | ----------------- | ----------------- | ----------------- | ----------------- | ----------------- | ----------------- | ----------------- |
| ۱۹۹۱              | -                 | -                 | -                 | -                 | -                 | -                 | -                 | -                 |                   |
| ۱۹۹۵              | صعود نکرد         | صعود نکرد         | صعود نکرد         | صعود نکرد         | صعود نکرد         | صعود نکرد         | صعود نکرد         | صعود نکرد         |                   |
| ۱۹۹۹              | صعود نکرد         | صعود نکرد         | صعود نکرد         | صعود نکرد         | صعود نکرد         | صعود نکرد         | صعود نکرد         | صعود نکرد         |                   |
| ۲۰۰۳              | صعود نکرد         | صعود نکرد         | صعود نکرد         | صعود نکرد         | صعود نکرد         | صعود نکرد         | صعود نکرد         | صعود نکرد         |                   |
| ۲۰۰۷              | صعود نکرد         | صعود نکرد         | صعود نکرد         | صعود نکرد         | صعود نکرد         | صعود نکرد         | صعود نکرد         | صعود نکرد         |                   |
| ۲۰۱۱              | صعود نکرد         | صعود نکرد         | صعود نکرد         | صعود نکرد         | صعود نکرد         | صعود نکرد         | صعود نکرد         | صعود نکرد         |                   |
| ۲۰۱۵              | صعود نکرد         | صعود نکرد         | صعود نکرد         | صعود نکرد         | صعود نکرد         | صعود نکرد         | صعود نکرد         | صعود نکرد         |                   |
| ۲۰۱۹              | صعود کرد          | صعود کرد          | صعود کرد          | صعود کرد          | صعود کرد          | صعود کرد          | صعود کرد          | صعود کرد          |                   |
| مجموع             | ۱/۸               | –                 | –                 | –                 | –                 | –                 | –                 | –                 |                   |

* تساوی‌ها شامل مسابقات حذفی است که توسط ضربات پنالتی مشخص می‌شود.

### بازیهای المپیک
| بازی‌های المپیک | بازی‌های المپیک | بازی‌های المپیک  | بازی‌های المپیک | بازی‌های المپیک | بازی‌های المپیک | بازی‌های المپیک | بازی‌های المپیک | بازی‌های المپیک | بازی‌های المپیک |
| سال            | نتیجه          | بازی انجام داده | برد            | تساوی*         | باخت           | گل زده         | گل خورده       | تفاضل گل       |                |
| -------------- | -------------- | --------------- | -------------- | -------------- | -------------- | -------------- | -------------- | -------------- | -------------- |
| ۱۹۹۶           | صعود نکرد      | صعود نکرد       | صعود نکرد      | صعود نکرد      | صعود نکرد      | صعود نکرد      | صعود نکرد      | صعود نکرد      |                |
| ۲۰۰۰           | صعود نکرد      | صعود نکرد       | صعود نکرد      | صعود نکرد      | صعود نکرد      | صعود نکرد      | صعود نکرد      | صعود نکرد      |                |
| ۲۰۰۴           | صعود نکرد      | صعود نکرد       | صعود نکرد      | صعود نکرد      | صعود نکرد      | صعود نکرد      | صعود نکرد      | صعود نکرد      |                |
| ۲۰۰۸           | صعود نکرد      | صعود نکرد       | صعود نکرد      | صعود نکرد      | صعود نکرد      | صعود نکرد      | صعود نکرد      | صعود نکرد      |                |
| ۲۰۱۲           | مرحلهٔ گروهی    | ۳               | ۰              | ۱              | ۲              | ۱              | ۷              | −۶             |                |
| ۲۰۱۶           | مرحلهٔ گروهی    | ۳               | ۰              | ۱              | ۲              | ۰              | ۳              | −۳             |                |
| مجموع          | ۲/۶            | ۶               | ۰              | ۲              | ۴              | ۱              | ۱۰             | −۹             |                |

تساوی‌ها شامل مسابقات حذفی است که توسط ضربات پنالتی مشخص می‌شود.

### عملکرد در بازیهای جام ملتهای آفریقا
| بازیهای قهرمانان زنان آفریقا | بازیهای قهرمانان زنان آفریقا | بازیهای قهرمانان زنان آفریقا | بازیهای قهرمانان زنان آفریقا | بازیهای قهرمانان زنان آفریقا | بازیهای قهرمانان زنان آفریقا | بازیهای قهرمانان زنان آفریقا | بازیهای قهرمانان زنان آفریقا | بازیهای قهرمانان زنان آفریقا | بازیهای قهرمانان زنان آفریقا |
| سال                          | نتیجه                        | بازی انجام داده              | برد                          | تساوی*                       | باخت                         | گل زده                       | گل خورده                     | تفاضل گل                     |                              |
| ---------------------------- | ---------------------------- | ---------------------------- | ---------------------------- | ---------------------------- | ---------------------------- | ---------------------------- | ---------------------------- | ---------------------------- | ---------------------------- |
| ۱۹۹۱                         | منع شد                       | منع شد                       | منع شد                       | منع شد                       | منع شد                       | منع شد                       | منع شد                       | منع شد                       |                              |
| ۱۹۹۵                         | نایب قهرمان                  | ۶                            | ۳                            | ۱                            | ۲                            | ۱۹                           | ۲۰                           | −۱                           |                              |
| ۱۹۹۸                         | مرحلهٔ گروهی                  | ۲                            | ۰                            | ۰                            | ۲                            | ۲                            | ۷                            | −۵                           |                              |
| ۲۰۰۰                         | نایب قهرمان                  | ۵                            | ۴                            | ۰                            | ۱                            | ۹                            | ۳                            | +۶                           |                              |
| ۲۰۰۲                         | مقام چهارم                   | ۵                            | ۲                            | ۱                            | ۲                            | ۶                            | ۱۱                           | −۵                           |                              |
| ۲۰۰۴                         | مرحلهٔ گروهی                  | ۳                            | ۰                            | ۰                            | ۳                            | ۲                            | ۷                            | −۵                           |                              |
| ۲۰۰۶                         | مقام سوم                     | ۵                            | ۲                            | ۱                            | ۲                            | ۸                            | ۵                            | +۳                           |                              |
| ۲۰۰۸                         | نایب قهرمان                  | ۵                            | ۳                            | ۰                            | ۲                            | ۷                            | ۴                            | +۳                           |                              |
| ۲۰۱۰                         | مقام سوم                     | ۵                            | ۳                            | ۱                            | ۱                            | ۱۰                           | ۶                            | +۴                           |                              |
| ۲۰۱۲                         | نایب قهرمان                  | ۵                            | ۳                            | ۰                            | ۲                            | ۶                            | ۶                            | ۰                            |                              |
| ۲۰۱۴                         | مقام چهارم                   | ۵                            | ۱                            | ۱                            | ۳                            | ۷                            | ۶                            | +۱                           |                              |
| ۲۰۱۶                         | مقام چهارم                   | ۵                            | ۱                            | ۱                            | ۳                            | ۵                            | ۳                            | +۲                           |                              |
| ۲۰۱۸                         | نایب قهرمان                  | ۵                            | ۳                            | ۲                            | ۰                            | ۱۱                           | ۲                            | +۹                           |                              |
| مجموع                        | ۵ نایب قهرمانی               | ۵۶                           | ۲۵                           | ۸                            | ۲۳                           | ۹۲                           | ۸۰                           | +۱۲                          |                              |

تساوی‌ها شامل مسابقات حذفی است که توسط ضربات پنالتی مشخص می‌شود.